# Караван-сарай (Джульфа)
Караван-сарай Джульфа (азерб. Culfa karvansarayı) — находится в Нахичеванской Автономной Республике в Джульфинском  районе селе Гюлистан.
В 1974-ом году были обнаружени остатки караван-сарая. В 1939-1940 гг.  при строительстве  железнодорожной линии Баку–Джульфа, примерно половина караван-сарая была разрушена. Общая длина караван-сарая 37 метров. Рядом с каваран-сараем были обнаружены остатки моста, построенного нахичеванским правителем Хаким Зия ад-Дином в начале XIV века.
Караван-сарай  был возведён из хорошо шлифованного квадратного кирпича. В восточном крыле расположены молельные залы.